# Боаси Френоа
Боаси Френоа (фр. Boissy-Fresnoy) насеље је и општина у североисточној Француској у региону Пикардија, у департману Оаза која припада префектури Санлис.
По подацима из 2011. године у општини је живело 975 становника, а густина насељености је износила 61,44 становника/km². Општина се простире на површини од 15,87 km². Налази се на средњој надморској висини од 111 метар (максималној 137 m, а минималној 103 m).

## Демографија
| 1962. | 1968. | 1975. | 1982. | 1990. | 1999. | 2011. |
| ----- | ----- | ----- | ----- | ----- | ----- | ----- |
| 431   | 460   | 433   | 494   | 634   | 799   | 975   |

График промене броја становника у току последњих година